# Mohamed Haddi
Mohamed Haddi, né le 17 février 1943 à Orléansville, est un footballeur international algérien, ayant joué la majorité de sa carrière en deuxième division du championnat de France.

## Carrière
Il commence sa carrière dans le club de l'AS Béziers lors de la saison 1965-1966. Il reste dans ce club pendant quatre ans, avant d'être transféré au RC Franc-Comtois. Un an après, il se dirige vers le club de l'AFC Creil, où il reste deux ans. Il met un terme a sa carrière en 1972.
Lors de la saison 1968/1969 il est sélectionné dans l'équipe d'Algérie pour un match contre l'équipe de France espoirs. Par la suite, il est appelé pour un match de qualification pour la Coupe du monde 1970 contre la Tunisie,.
Le bilan de sa carrière en Division 2 française s'élève à 134 matchs joués, pour aucun but marqué.